# Сбітнєв Іван Матвійович
Іва́н Матві́йович Сбі́тнєв (рос. Иван Матвеевич Сбитнев; 1796 † 1856) — російський і український педагог. Прапрадід російського письменника Юрія Сбітнєва .

## Біографічні відомості
Родом із Новгород-сіверщини. Вихованець Харківського університету. Був викладачем математичних наук у гімназіях на Кубані, в Чернігові (з 1818 року; інспектор у 1836—1843 роках), Новгороді-Сіверському (1825).
Після польського повстання 1830—1831 років запроваджував російські школи на Волині й Поділлі. Зокрема, у 1833—1835 роках працював інспектором Кам'янець-Подільської чоловічої гімназії, а також викладав математику та фізику .
Син Микола Іванович Сбітнєв, закінчивши 1847 року Харківський університет, приїхав працювати в Чернігів по юридичний лінії, дослужився до посади губернського прокурора та звання дійсного статського радника.

## Праці
Автор статей про Новгород-Сіверський в «Украинском журнале» (1825, ч. VIII; там подав першу вістку про «Історію Русів»), «Отечественных записках» (1828, ч. 34) та ін., а також «Записок», посмертно опублікованих у «Киевской старине» (1887, чч. 2—5).

### Коротка бібліографія
- Сбитнев И. М. О проезде государя императора через Новгород-Северский // Украинский журнал. — 1825. — № 19/20. — С. 91—101.
- Сбитнев И. Воспоминания о Черномории // Украинский журнал, № 11—12, стр. 389—400.
- Сбитнев И. М. Поездка в Харьков // Вестник Европы. — 1830. — Т. 172. — № 15/16. — С. 203—253; Т. 173. — № 17. — С. 33—65.
- Сбитнев И. М. Прогулка по Воспорскому проливу и по берегам Азовского моря в 1820 году // Отечественные записки. — 1828. — Ч. 36. — № 103. — С. 181—205; 1829. — Ч. 37. — № 105. — С. 33—57; № 106. — С. 360—382.
- Записки Ивана Матвеевича Сбитнева (Из времени учреждения на Волыни и Подолии, после восстания 1831 г., руських школ взамен польских) // Киевская старина. — 1887. — Т. 17. — № 2. — С. 285—312; № 3. — С. 439—468; 1887. — Т. 17. — № 4. — С. 649—666; Т. 18. — № 5. — С. 52—72.